# بارون ديفيز
بارون ديفيز (بالإنجليزية: Baron Davis) مواليد 13 أبريل 1979 في لوس أنجلوس، هو لاعب كرة سلة أمريكي سابق بدأ مسيرته الاحترافية في سنة 1999. يبلغ طوله 6 قدم 3 بوصة (1.9 م). اعتزل اللعب في 2012.

## فرق لعب لها
- شارلوت هورنتس
- نيو أورلينز بيليكانز
- غولدن ستايت ووريورز
- لوس أنجلوس كليبرز
- كليفلاند كافالييرز
- نيويورك نيكس

## روابط خارجية
- بارون ديفيز على موقع IMDb (الإنجليزية)
- بارون ديفيز على موقع تيرنر كلاسيك موفيز (الإنجليزية)
- بارون ديفيز على موقع إن إن دي بي (الإنجليزية)
- بارون ديفيز على موقع قاعدة بيانات الفيلم (الإنجليزية)
- بارون ديفيز على موقع الاتحاد الدولي لكرة السلة (الإنجليزية)
- بارون ديفيز على موقع إن بي أي (الإنجليزية)
- بارون ديفيز على موقع سبورتس رفرنس (الإنجليزية)
- بارون ديفيز على موقع كرة السلة الأوروبية.كوم (الإنجليزية)
- بارون ديفيز على موقع كلية كرة السلة في سبورتس رفرنس.كوم (الإنجليزية)
- بارون ديفيز على موقع ريلجم (الإنجليزية)
- بارون ديفيز على موقع بروبوليرز (الإنجليزية)
- بارون ديفيز على موقع سبورتس رفرنس (الإنجليزية)